# Каргашинское сельское поселение (Мордовия)
Каргашинское сельское поселение — упразднённое муниципальное образование в Зубово-Полянском районе Мордовии.
Административный центр — село Каргашино.

## История
Статус и границы сельского поселения установлены Законом Республики Мордовия от 7 февраля 2005 года № 12-З «Об установлении границ муниципальных образований Зубово-Полянского муниципального района, Зубово-Полянского муниципального района и наделении их статусом сельского поселения, городского поселения и муниципального района».
Упразднено в 2019 году с включением всех населённых пунктов в Анаевское сельское поселение (сельсовет).

## Население
| 2002 | 2010 | 2012 | 2013 | 2014 | 2015 | 2016 |
| ---- | ---- | ---- | ---- | ---- | ---- | ---- |
| 570  | ↘499 | ↘480 | ↘458 | ↘445 | ↘420 | ↘406 |
| 2017 | 2018 | 2019 |      |      |      |      |
| ↘388 | ↘375 | ↘356 |      |      |      |      |

## Населённые пункты
В состав поселения входило 6 населённых пунктов:
- сёла: Каргашино, Промзино.
- посёлки: Даниловка, Казеевка, Пичаловка, Романовка.

28 ноября 2005 года исключён из учётных данных посёлок Васильевка.